# Gauliga Steiermark 1943./44.
Gauliga Steiermark u sezoni 1943./44. bio je drugi rang austrijskog nogometnog sustava unutar Trećeg Reicha.
Za vrijeme njemačke okupacije slovenski dio Štajerske, s nekim pripojenim područjima Donje i Gornje Štajerske, činila je posebnu upravnu jedinicu pod nazivom Donja Štajerska. Iz Gorenjske je Donjoj Štajerskoj pripojen dio kotara Kamnik (općina Trojane), dio kotara Litija (općine Zagorje, Mlinše, Dole, Polšnik i Sv. Jurij pod Kumom), a u Dolenjskoj dio kotara Krško (općine Boštanj, Bučka, Reka, Studenec, Krško, Leskovec, Cerklje, Radeče, Št. Janž i dijelovi općina Tržišče, Škocjan i Sv. Križ pri Kostanjevici).

## Sustav natjecanja
Vodeći donjoštajerski klubovi bili su priključeni štajerskom sustavu natjecanja, točnije natjecanju zvanom Gauliga Steiermark, koje je predstavljalo drugi razred austrijskog nogometa unutar Trećeg Reicha, a važno je i da se broj momčadi s današnjeg slovenskog područja koje su igrale u Gauligi Steiermark mijenjao nekoliko puta u razdoblju od 1941. do 1945. godine.
Najviši austrijski rang u Trećem Reichu predstavljala je Gauliga Ostmark, koja je nakon pripojenja Austrije Trećem Reichu 1938. godine preuzela ulogu austrijskog državnog nogometnog prvenstva. Nakon širenja Drugog svjetskog rata na područje Jugoslavije, odnosno njemačke okupacije te pripajanja velikog dijela Dravske banovine Trećem Reichu, Gauliga Ostmark je preimenovana u Gauliga Donau-Alpenland. Unatoč tome, niti jedan slovenski klub nije se natjecao u najvišem razredu ovog natjecanja, jer su momčadi s okupiranih područja isprva bile uključene u drugi razred, iz koje se nijedna ekipa iz Gorenjske ili Donje Štajerske nije plasirala u najviši stupanj natjecanja, Gauligu Donau-Alpenland, u razdoblju 1941. – 1945.
Unutar Gaulige Donau-Alpenland nije postojao jedinstveni drugi razred, već je bio podijeljen na sedam regionalnih natjecanja (1. Klasse Wien Gruppe A, 1. Klasse Wien Gruppe B, Oberdonauer 1. Klasse, Salzburger 1. Klasse, 1. Klasse Kärnten, 1. Klasse Niederdonau i Gauliga Steiermark), a nakon pvog dijela natjecanja najbolje ekipe iz svake regije natjecale su se u završnici, a dvije najbolje momčadi bi bile uvrštene u Gauligu Donau-Alpenland, koja je predstavljala najviši razred Austrije. Pobjednik natjecanja prvim je mjestom izravno osvojio i naslov austrijskog nogometnog prvaka te tako dobio priliku nastupiti u završnici za naslov prvaka Trećeg Reicha, gdje su u razdoblju 1941. – 1945., osim ekipa iz Gaulige Donau-Alpenland, sudjelovale momčadi iz još 18 Gauligi.

## Novosti
Dominacija Trbovljana u donjoštajerskom nogometnom natjecanju 1942./43. pokrenula je pitanje treba li trbovljanske nogometaše uključiti u neki kvalitetniji sustav natjecanja unutar Trećeg Reicha. To se i ostvarilo u jesen iste godine, kada je ponovo organizirana Gauliga Steiermark, a nakon reorganizacije u nju je uključena i momčad SG Trifaila.
Ljeto 1943. ponovno je bilo vrlo burno na donjoštajerskoj nogometnoj sceni jer se dugo nije znalo kada će, hoće li uopće, početi nogometno prvenstvo. Na početku. U rujnu 1943. godine u Grazu su se sastali predstavnici svih istaknutih štajerskih nogometnih klubova, s ciljem pronalaženja rješenja o načinu natjecanja i broju momčadi koje će se natjecati u Gauligi Steiermark u sezoni 1943./44. Sada je bilo jasno da su brojni vojni porazi Trećeg Reicha ostavili posljedice i na sportskom terenu. Mnogi poznati nogometaši mobilizirani su i poslani na ratišta diljem Europe, a klubovi su se počeli suočavati s velikim financijskim problemima pa se dugo nije znalo koji će se klubovi uopće moći natjecati u nogometnim natjecanjima.

Nakon kratke komemoracije u čast sjećanja na preminulog središnjeg sportskog dužnosnika nacističke Njemačke, Reichssportführera Hansa von Tschammera und Ostena, svatko je od prisutnih iznio svoja pitanja i prijedloge o sustavu natjecanja u Gauligi Steiermark koji bi zadovoljio sve prisutne. Nakon dugih i teških pregovora, predstavnici ekipa konačno su uspjeli dogovoriti način natjecanja i ekipe koje će se natjecati u Gauligi. Početak natjecanja u Gauligi Steiermark bio je stoga zakazan za nedjelju, 12. rujna. Liga je opet bila podijeljena u dvije skupine, ali je došlo do promjena u momčadima koje su sudjelovale. U sezoni 1943./44. u skupini A (Steiermark – Nord) bili su SK Sturm Graz, koji je prethodne sezone ispao iz Gaulige Donau-Alpenland, kao i SG Steyrwerke (Puch) Graz, GAK, BSG Donawitz, LSV Zeltweg, SG Reichsbahn Graz, Reichsbahn Mürzzuschlag i Kapfenberg SC. U skupini B (Steiermark – Süd), gdje su se ove sezone smjestile i donjoštajerske momčadi, dogodila se samo jedna promjena. Poštare iz Graza, koji su u sezoni 1942./43. ispali iz lige kao posljednjeplasirani, u skupini je zamijenio pobjednik nižerazredne donjoštajerske nogometne lige SG Trifail iz Trbovlja, koji se tako u skupini B pridružio momčadima SG Cillija, mariborskom SV Rapidu i Železničaru, TuS-u iz Leibnitza, Grazer SC-u i BSG Rosenthalu.

## Sezona
U prvom kolu odigran je donjoštajerski derbi između starih rivala SV Rapid i SG Cili. Zbog ratnog stanja i financijskih poteškoća obje su momčadi prije početka sezone imale dosta problema s igračkim kadrom. Maribor, koji je također bio favorit u utakmici, nastupio je u sastavu: Margutsch, Kramberger, Sternad, Zorzini, Unterreiter, Knopp, Rudolf, Konitsch, Plewnik, Fekter i Kreiner, dok su boje Celja zastupali: Matiuch, Gombatsch, Lobenhofer, Kollaritsch, Runschek, Forstarek, Sucholeschnik, Gergitsch, Dobreiter, Mattes i Pressinger. Iz postava Rapida i SG Cillija bilo je jasno da su obje momčadi u sezonu 1943./44. krenule sa značajno izmijenjenim igračkim kadrom. Ekipa SG Cillija na kraju je iznenađujuće slavila te tako prvi put u bodovnoj utakmici svladala mariborske crno-plave.
Najugodnije iznenađenje sezone 1943./44. svakako su bili nogometaši trbovljanske momčadi SG Trifail, koji su kao novajlije u ligi iznenadili svoje suparnike i umiješali se u borbu za vrh ljestvice, čime su se počela ostvarivati optimistična predviđanja koja su se u donjoštajerskim nogometnim krugovima oblikovala uoči početka sezone. Trbovljani su jesenski dio sezone završili na prvom mjestu skupine B Gaulige Steiermark s četiri pobjede i samo dva poraza te tako osvojili naslov jesenskog prvaka.

Blagdani su u kampu Celje SG Cilli proslavljeni prilično mirno, ali daleko od bezbrižnog. Tri pobjede, jedan remi i dva poraza bili su dovoljni za treće mjesto, dok je mjesto niže završio Rapid Maribor s dvije pobjede, remijem i tri poraza. Znatno manje razloga za zadovoljstvo bilo je u taboru mariborskih željezničara koji su sa samo dvije pobjede (obje u gostima) i četiri poraza te gol-razlikom 9:18 zauzeli posljednje mjesto prvenstvene ljestvice.
U zimskoj fazi odigrane su jedino prijateljske utakmice, koje su se odvijale uglavnom između Maribora i Graza, dok su donjoštajerske nogometne momčadi ponovno izašle na igralište 26. ožujka 1944. u sklopu službenih natjecanja. Zimsku prvenstvenu stanku Trbovljani su iskoristili kako bi se dobro pripremili za drugi dio sezone u kojem ih čeka težak posao jer više nisu mogli računati na faktor iznenađenja. Uprava kluba uložila je velike napore kako bi momčad nastavila s dobrim igrama koje je prikazivala prije pauze, kada su između ostalog osvojili i jesenski naslov. Trbovljani su u prvom kolu proljetnog dijela prvenstva  nadigrali mariborske crno-plave i glatkom pobjedom od 2:0 najavili da su jedan od favorita za naslov prvaka Gaulige.

Početkom svibnja 1944. godine uslijedio je događaj koji je iz temelja potresao donjoštajersku nogometnu scenu. Zbog ratnih prilika i nemogućnosti normalnog rada raspušten je jedan od središnjih donjoštajerskih sportskih klubova SG Cilli iz Celja. Njegova nogometna sekcija bila je jedna od samo dvije donjoštajerske nogometne momčadi koje su sudjelovale u Gauligi Steiermark u sezoni 1941./42. Klub je predstavljao jednu od središnjih njemačkih organizacija u Celju, pa je njegovo raspuštanje snažno odjeknulo u donjoštajerskim i austrijskim nogometnim krugovima. Sportskom vodstvu Štajerskog domovinskog saveza na kraju nije preostalo ništa drugo nego donijeti odluku o brisanju svih dosadašnjih rezultata SG Cilli, te ujedno objaviti novi raspored prvenstvenih utakmica u kojima će se šest preostalih momčadi boriti za konačni naslov prvaka u skupini B Gaulige Steiermark.

Koliko je ratna situacija utjecala na nogomet na ovim prostorima govori i potpuno promijenjen igrački kadar SV Rapid Maribor. Mariborski crno-plavi u proljetnom dijelu sezone igrali su u sastavu: Aichmaier, Bodendorfer, Bosina, Fasching, Ing. Krainz, Knopp, Konitsch, Kram, Margutsch, Schescherko, Seunik, Sternad, Sinkowitsch, Johann, Wittek i Zorini.

Iako je raspad središnjeg celjskog međuratnog sportskog društva najviše obilježio nogometna zbivanja u proljetnom dijelu sezone, ipak je potrebno još jednom istaknuti dobre igre trbovljanskog SG Trifaila. Ubrzo je postalo jasno da će, uz dobre igre i SG Trifaila i BSG Rosenthala, o naslovu prvaka odlučivati utakmica između ova dva tima. Bilo je to u nedjelju, 23. travnja 1944. godine na stadionu Rosenthal, a domaći su tijesno, ali zasluženo svladali SG Trifail rezultatom 2:1 i tako zasjeli na prvo mjesto prvenstvene ljestvice.
Iako je bolan poraz od izravnog rivala bio težak udarac klupskim ambicijama SG Trifaila, to ih nije spriječilo da do kraja ostanu u borbi za naslov prvaka. Sa sedam pobjeda, dva remija i jednim porazom u konačnici su uspjeli skupiti točno isti broj bodova kao i BSG Rosenthal, što je značilo da je konačnog pobjednika morala odlučiti gol-razlika. BSG Rosenthal bio je znatno uvjerljiviji (omjer postignutih i primljenih golova bio je 27:8 kod BSG Rosenthala, odnosno 16:7 kod SG Trifaila), pa su nogometaši ovog sportskog kluba iz gradića Sankt Stefan im Rosental u austrijskoj Štajerskoj slavili osvajanje naslova prvaka u skupini B Gaulige Steiermark.

Preostala dva donjoštajerska predstavnika, SV Rapid i Železničar, u proljetnom dijelu sezone bilježe znatno bolje rezultate u Gauligi Steiermark nego u jesenskom. Mariborski Rapid je uz izvrsne igre, posebice pobjedu protiv gradskog rivala Železničara rezultatom 4:1, u konačnici zauzeo treće mjesto s četiri pobjede, tri remija i tri poraza, dok je drugi gradski rival Železničar s četiri pobjede i šest poraza. Železničar je u proljetnom dijelu prvenstva svladao Grazer SC iz Graza s 8:0 i tako ostvario rekordnu pobjedu u prvenstvu Gaulige Steiermark 1943./44.

## Natjecanje

### Grupa A (Sjever)
| mj.     | klub                    | ut. | pob. | ner. | por. | gol+ | gol- | kvoc  | bod |
| ------- | ----------------------- | --- | ---- | ---- | ---- | ---- | ---- | ----- | --- |
| 1.      | SG Reichsbahn Graz      | 14  | 8    | 5    | 1    | 43   | 13   | 3,307 | 21  |
| 2.      | Kapfenberger SC         | 14  | 9    | 3    | 2    | 46   | 17   | 2,705 | 21  |
| 3.      | Grazer AK               | 14  | 9    | 2    | 3    | 33   | 12   | 2,750 | 20  |
| 4.      | SK Sturm Graz           | 14  | 7    | 4    | 3    | 33   | 22   | 1,500 | 18  |
| 5.      | WSV Donawitz            | 14  | 7    | 0    | 7    | 33   | 29   | 1,137 | 14  |
| 6.      | Reichsbahn Mürzzuschlag | 14  | 3    | 1    | 10   | 22   | 49   | 0,448 | 7   |
| 7.      | LSV Zeltweg             | 14  | 2    | 3    | 9    | 29   | 42   | 0,690 | 7   |
| 8.      | BSG Puch Graz           | 14  | 1    | 2    | 11   | 19   | 72   | 0,263 | 4   |
|         |                         |     |      |      |      |      |      |       |     |
| Izvori: |                         |     |      |      |      |      |      |       |     |

|  | SG Reichsbahn Graz ide u finale protiv pobjednika skupine B |

### Grupa B (Jug)
- Trifail → Trbovlje
- Marburg → Maribor
- Cilli → Celje
- Reichsbahn → Železničar

| mj.                                                | klub                  | ut. | pob. | ner. | por. | gol+ | gol- | kvoc  | bod |
| -------------------------------------------------- | --------------------- | --- | ---- | ---- | ---- | ---- | ---- | ----- | --- |
| 1.                                                 | BSG Rosental          | 10  | 7    | 2    | 1    | 27   | 8    | 3,375 | 16  |
| 2.                                                 | SG Trifail            | 10  | 7    | 2    | 1    | 16   | 7    | 2,285 | 16  |
| 3.                                                 | SV Rapid Marburg      | 10  | 4    | 3    | 3    | 17   | 16   | 1,062 | 11  |
| 4.                                                 | SG Reichsbahn Marburg | 10  | 4    | 0    | 6    | 21   | 18   | 1,166 | 8   |
| 5.                                                 | TuS Leibnitz          | 10  | 1    | 4    | 5    | 8    | 23   | 0,347 | 6   |
| 6.                                                 | Grazer SC             | 10  | 1    | 1    | 8    | 9    | 29   | 0,310 | 3   |
|                                                    | DSG Cilli             | 8   | 4    | 1    | 3    | 17   | 15   | 1,133 | 9   |
| DSG Cilli se povukao te su mu rezultati poništeni. |                       |     |      |      |      |      |      |       |     |
| Izvori:                                            |                       |     |      |      |      |      |      |       |     |

|  | BSG Rosental ide u finale protiv pobjednika skupine A |

### Završnica
| Prva momčad        | Ukupno | Druga momčad | 1. utakmica 9. 7. 1944. | 2. utakmica 23. 7. 1944. |
| ------------------ | ------ | ------------ | ----------------------- | ------------------------ |
| SG Reichsbahn Graz | 6:2    | BSG Rosental | 5:0                     | 1:2                      |

- SG Reichsbahn Graz je trebao igrati u finalu promocije za Gauliga Donau-Alpenland 1944./45., ali je Austrijski nogometni savez odlučio da mogu sudjelovati samo bečki timovi, pa je finale promocije otkazano.[12]

## Donjoštajerska nogometna liga
U listopadu je započela i nižerazredna nogometna liga Donje Štajerske (ovaj put u potpuno izmijenjenom obliku). Većina momčadi koje su prošle sezone igrale u ligi više nisu mogle igrati zbog ratnih uvjeta i financijskih poteškoća. Organizatori su problem riješili tako što su umjesto toga u ligaško natjecanje uključili rezervne momčadi donjoštajerskih klubova koji su se natjecali u puno jačoj Gauligi Steiermark. Tako su se u sezoni 1943./44. u nogometnoj ligi Donje Štajerske natjecale: ŠD Westen Celje (BSG Westen Cilli), ŠD Trbovlje 2 (SG Trifail 2), ŠD Zagorje ob Savi (SG Edlingen), Rapid Maribor 2 (Rapid Marburg 2), ŠD Železničar Maribor 2 (SG Reichsbahn Marburg 2), ŠD Hrastnik (SG Eichtal) i ŠD Celje 2 (SG Cilli 2).
Liga, sastavljena uglavnom od rezervnih sastava iz klubova Gaulige Steiermark, dala je priliku uglavnom mladim igračima koji su se željeli afirmirati u prvoj momčadi, ali i nekim iskusnijim igračima, pokazala se kao pravi uspjeh. Prema pisanju Marburger Zeitunga, kvaliteta nogometa bila je na iznenađujuće visokoj razini, što su osjetili i domaći ljubitelji nogometa koji su u sve većem broju počeli posjećivati utakmice u Donjoštajerskoj nogometnoj ligi. Prema pisanju Marburger Zeitunga, gledatelji su u utakmicama Donjoštajerske nogometne lige često svjedočili iznimnim nogometnim poslasticama, što su donjoštajerski ljubitelji nogometa u ovoj natjecateljskoj kategoriji rijetko vidjeli u protekloj sezoni.

U tijesnom jesenskom dijelu prvenstva, u kojem se do zadnjeg kola nije znalo tko će pobijediti, na kraju je slavila rezervna momčad trbovljanskog SG Trifaila. Prva i rezervna jedanaestorica SG Trifaila tako je osvojila jesenski naslov prvaka u oba ligaška natjecanja u kojima su sudjelovali donjoštajerski nogometni timovi, što je bila neviđena pojava u tamošnjim nogometnim natjecanjima. Dodatni dokaz da se Trbovlje nametnulo kao najvažnije nogometno središte Donje Štajerske u to vrijeme je i činjenica da je utakmice rezervne momčadi SG Trifaila pratilo i do 500 gledatelja, što su rijetko postigle momčadi u znatno kvalitetnijoj Gauligi Steiermark. Na kraju treba naglasiti da je konačna tablica jesenskog dijela sezone u Donjoštajerskoj nogometnoj ligi izgleda ovako:
| mj. | klub                    | ut. | pob. | ner. | por. | gol+ | gol- | bod |
| --- | ----------------------- | --- | ---- | ---- | ---- | ---- | ---- | --- |
| 1.  | SG Trifail 2            |     |      |      |      |      |      | 10  |
| 2.  | BSG Westen Cilli        |     |      |      |      |      |      | 9   |
| 3.  | SG Edlingen             |     |      |      |      |      |      | 6   |
| 4.  | SV Rapid Marburg 2      |     |      |      |      |      |      | 6   |
| 5.  | SG Reichsbahn Marburg 2 |     |      |      |      |      |      | 5   |
| 6.  | SG Eichtal              |     |      |      |      |      |      | 4   |
| 7.  | SG Cilli 2              |     |      |      |      |      |      | 2   |

Većina nogometaša Celja, koji su u sezoni 1943./44. uspješno zastupali boje SG Cilli, ali su se neočekivano našli na putu zbog raspada matičnog sportskog kluba usred sezone, pridružio se gradskom rivalu BSG Westen Cilli, koji je svoje redove neočekivano pojačao nekim poznatim imenima donjoštajerskog nogometa. BSG Westen Cilli uspio je napraviti veliki pomak; Radnička ekipa poznate celjske tvornice emajla u dvije je sezone izrasla iz skromnog sportskog kluba praktički bez vlastite infrastrukture u središnji celjski sportski klub koji je okupio sve najbolje sportaše Celja.
Otprilike u isto vrijeme kad i natjecanje u skupini B Gaulige Steiermark, ponovno je pokrenuta i nogometna liga Donje Štajerske koja se u proljetnom dijelu sezone susrela s brojnim organizacijskim problemima. Zbog zaoštrene ratne situacije i sve težeg položaja Trećeg Reicha, novca za uzdržavanje rezervnih momčadi Gauliga gotovo da nije bilo, pa su mnogi susreti proljetnog dijela sezone otkazani. Sportski odjel Štajerskog domovinskog saveza stoga je odlučio da će se u borbi za naslov prvaka u Donjoštajerskoj nogometnoj ligi uzeti u obzir samo međusobni rezultati ekipa BSG Westen Cilli, SG Edlingen i SG Eichtal. U ovom natjecanju najuspješnija je bila ekipa BSG Westen Cilli, koja je nakon raspada SG Cillija bila znatno pojačana, te tako osvojila naslov u konkurenciji tri ekipe. Konačni poredak je bio sljedeći:
| mj. | klub             | ut. | pob. | ner. | por. | gol+ | gol- | bod |
| --- | ---------------- | --- | ---- | ---- | ---- | ---- | ---- | --- |
| 1.  | BSG Westen Cilli | 4   | 3    | 1    | 0    |      |      | 7   |
| 2.  | SG Edlingen      | 4   | 2    | 0    | 2    |      |      | 4   |
| 3.  | SG Eichtal       | 4   | 0    | 1    | 3    |      |      | 1   |

Krajem svibnja donesena je odluka o natjecanju za ulazak u Gauligu Steiermark, pri čemu je odlučeno da će se za ulazak u Gauligu Steiermark natjecati tri ekipe: prvak nogometne lige Mur-Mürztal (Kreisklasse Mur-Mürztal), BSG Fohnsdorf, prvak nogometne lige Graz (Kreisklasse Graz), SG Graz, te prvak nogometne lige Donje Štajerske. (Kreisklasse Untersteiermark), BSG Westen Cilli. Bilo je predviđeno da timovi međusobno odluče koje će dvije momčadi proći u viši rang natjecanja, Gauligu Steiermark, kroz svojevrsni miniturnir, koji bi se odigrao od 4. lipnja do 9. srpnja, igrajući po principu „svatko s igračem“ kod kuće i u gostima.

Nakon iznimno zanimljivih i izjednačenih utakmica, negativno iznenađenje priredio je prvak nogometne lige Mur-Mürztal, BSG Fohnsdorf, koji je na početku. u srpnju je objavio da se povlači iz daljnjih borbi za plasman u Gauligu Steiermark. Tako su se ekipe SG Graz i BSG Westen Cilli direktno plasirale u viši rang natjecanja. Povrh svega, plasman BSG Westena predstavljao je novu prekretnicu za donjoštajerski nogomet, jer ni najveći celjski nogometni optimisti nisu očekivali da će se nogometni dio sportskog kluba, koji 1942. godine nije imao vlastitih sportskih terena, veseliti plasmanu u Gauligu Steiermark samo dvije godine kasnije.

## Poveznice
- Gauliga Donau-Alpenland 1943./44.
- Gauliga Kärnten 1943./44.

## Vanjske poveznice
- Tin Mudražija, Zgodovina nogometa v Kraljevini SHS/Jugoslaviji in v času okupacije, 2016.
- RSSSF
- Štajerska ljestvica 1920.-1945.
- Aleš Marđetko, Športno dogajanje v okupiranem Celju (1941 – 1945)
- Austria Soccer